# 平城

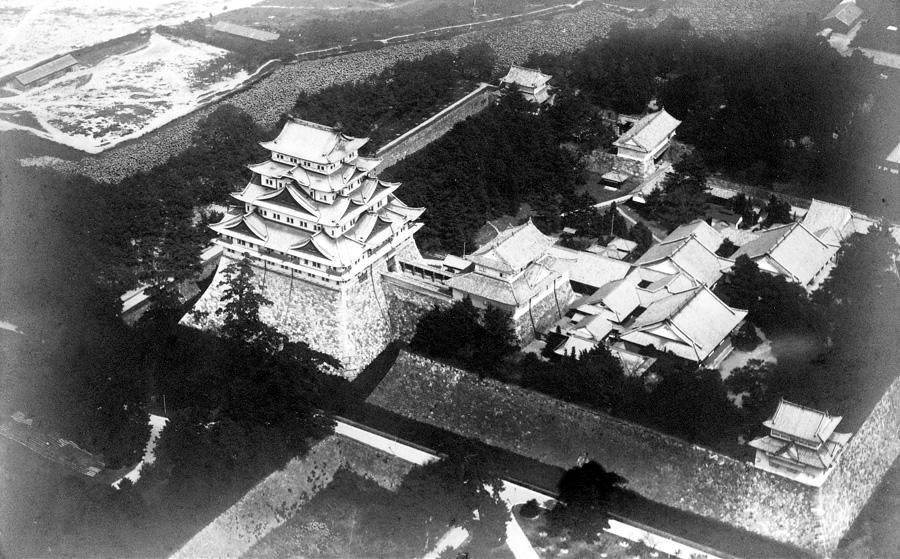
鳥瞰した平城（名古屋城・1945年）

平城（ひらじろ、ひらじょう）は、平地に築かれた城をいう。江戸時代の軍学者により分類された地勢による城郭分類法の一つである。

## 概要
平城は、山城に対する語として使用されることが多い。後世に作られた概念であり、どの城が平城であるかないかは、意見が分かれる。

主に日本の戦国時代末期から江戸時代にかけて建設された平地の要塞を指す。日本独自の語であり、海外の要塞や宮殿を平城と呼ぶことはない。

## 歴史

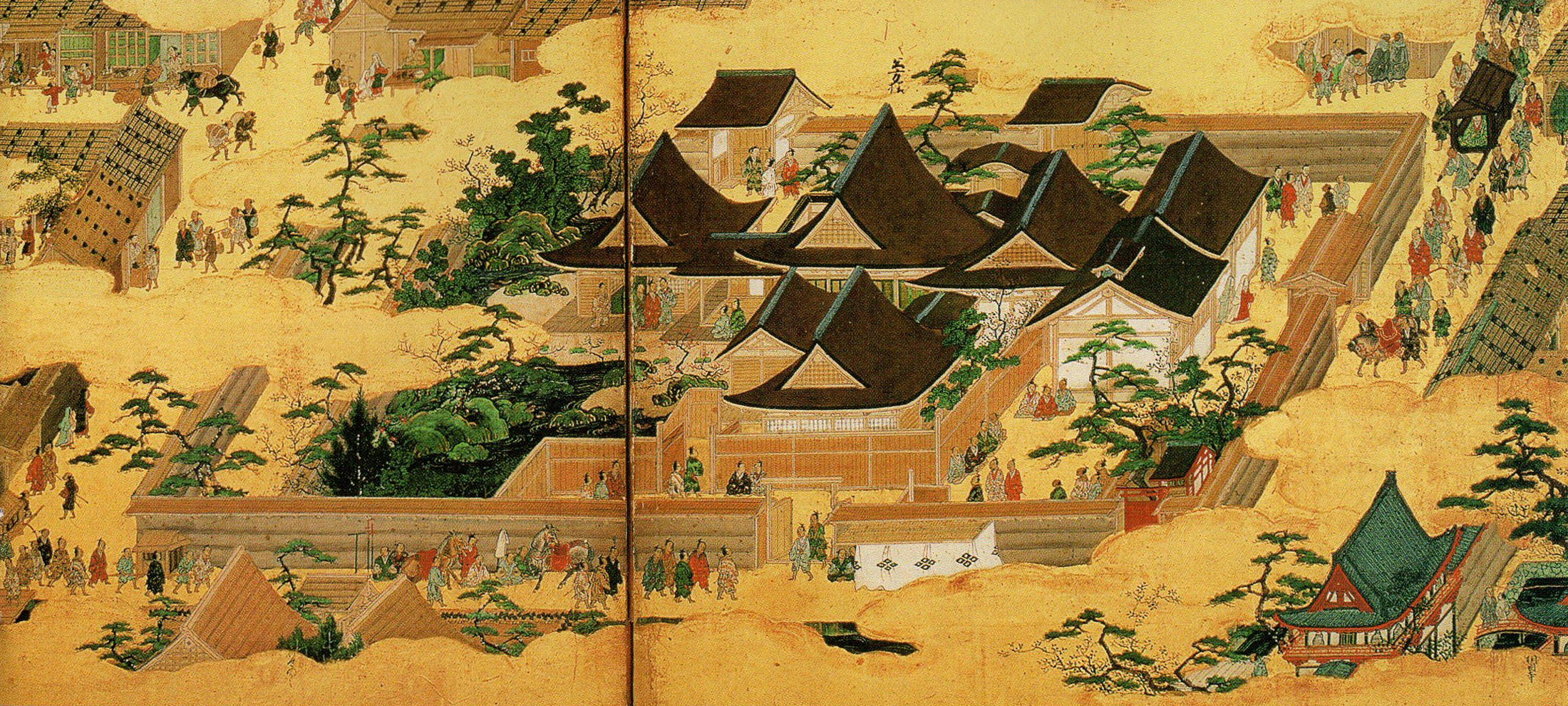
幕府の御所
（上杉本陶版『洛中洛外圖』に描かれた室町第）

本来、城は、環濠や城壁で囲まれた町を指す語として中国で成立した。しかし国土の8割が山岳部を占める日本において防衛施設は、より堅牢な山城に拠ることが多かった。平城京や平安京も堀や塀、門を備えていたが中国の都を真似たのみで運用上、外敵の侵入をほとんど想定していなかった。例えば承久の乱において幕府軍は、易々と京域に侵入し、朝廷軍を破っている。そのため平地に建設された大規模な官営施設でも、これらを平城と呼ぶことはない。
平城は、平地に土塁と堀で囲った鎌倉時代初期から南北朝時代にかけての武士の住まいである「方形館（ほうけいやかた）」、後の室町・戦国時代にかけての守護の居館である守護所などの「館・舘（たて）」が起源となった。守護所は、室町幕府の御所を模して建てられ、また山城を「詰の城（つめのしろ）」としていることが多く街道や水運の要所などの付近に築いた。また地方の在地領主にも普及し、同様の形状で築城が行われた。戦国時代では、織田信長が築城した室町第（二条御所とも、足利義昭の御所）や豊臣秀吉の聚楽第、徳川家康の二条城などが後の近世平城に影響したと考えられている。
戦国時代以前は、山城が中心であり地形的に適当な山がない場合に平地に防衛施設を築く場合もあったものの、平城はほとんど築かれなかった。城が軍事的な役割にのみ利用され、平時は山麓の居館で生活し、有事に城に籠もって戦っていたからである。しかし戦国後期になると軍事拠点としての役割に加え、政治・経済の拠点としての役割も重視されるようになったため、交通や商業の要衝である平地に城を築くようになった。
なお、海岸・河川・湖沼に隣接して築城され、その水を防御に利用する城を水城（みずじろ、みずき）と分類するが、築城場所が平地（低地）になるものは平城に分類される場合もある。ただし、海や川に接する山に築城された場合も水城になるため、全ての水城（海城）が平城となるわけでは無い。
代表的な近世の平城の例では、名古屋城・駿府城・二条城・広島城などがある。平城として見られることがある江戸城や大坂城の分類は、平山城とすることがある。また水城の中でも高松城・今治城・中津城（以上、日本三大水城）・高島城・膳所城などは、平城でもある。
近世織豊期以降は、平城が中心になった。これには、様々な理由が挙げられている。その一つに山城が持つ高所から敵の動きを監視する視界を確保する役割を代替するため石垣で土地が盛り立てられ、本丸に天守が建てられた。徳川家康は、平城を好んでいたとされるが巨大な平城の中枢部に高層の天守を建てることで戦略的価値を生み出していたとされる（名古屋城など）。しかし江戸時代には、武家諸法度発布により、天守をはじめ城郭の無許可造営、修理が禁止され、幕府による政治的な判断による中止措置、災害による亡失、藩の財政難という経済的な理由により次第に建築されなくなった。